# スピーク・ホワイト
スピーク・ホワイト（Speak white）とは、カナダでフランス語系住民が公共の場でフランス語を話したときに、英語系住民がフランス語系住民にしばしば投げつけた典型的な罵言のひとつである。今はこの罵言が用いられることは滅多にない。この罵倒表現は、ミシェル・ラロンド (Michèle Lalonde)が1968年に書いた詩の主題となった。この詩は1980年にピエール・ファルドとジュリアン・プランによって映画化されている。

## 歴史

### 表現
「スピーク・ホワイト」はカナダのフランス語話者に対して投げかけられていた差別的な罵言である。公共の場で英語以外の言語を話すマイノリティは、英語系住民のこの恫喝にさらされた。雇用主が使用人を奴隷のように扱う当時のカナダの植民地的状況の中では、「スピーク・ホワイト」という罵倒によって、奴隷的使用人は自分の言語を話すことを禁じられ、主人の言語を話すことを強いられた。ケベックではこの侮蔑的表現は、「静かな革命」が進展し、オレンジ同盟の植民地的支配が弱まる1960年代まで用いられていた。   
1889年10月12日、下院での議論で、アンリ・ブラッサがフランス語で発言しようとしたところ、英語系議員に「スピーク・ホワイト」とやじられた 。『ケベック語－フランス語辞典』(Dictionnaire québécois-français) は、1963年の『マクリーンズ (Maclean's)』誌の記事を引用している。「私たちが出会った20人のフランス系カナダ人のうち、15人が『スピーク・ホワイト』という侮蔑的表現で英語を話すように命じられたことがある」。1999年12月9日の夜、 ケベック州とオンタリオ州の境となる橋の上に次のような英語の文句が書かれた横断幕が張られた。「ここからは、スピーク・ホワイトだ！« From this point speak white! » 」。2007年3月に、CBCのラリー・ゾルフ (Larry Zolf)は、担当するコラムに「スピーク・ホワイト」というタイトルの記事を書いた。その記事には次のような記述がある。「私がステファン・ディオンのひどい英語を聞いたときには、あいつに『スピーク・ホワイト』と言ってやりたいと思ったよ」。

### 詩
「スピーク・ホワイト」という侮蔑的表現をタイトルとする詩を、ケベックの女性詩人、ミシェル・ラロンドが1968年に発表した。ラロンドの「スピーク・ホワイト」は、コメディ・カナディエンヌ劇場で上演された『レジスタンスの歌と詩』というスペクタクルのなかで、女優のミシェル・ロシニョール (Michelle Rossignol) によって朗読された。その後のツアー公演では、ミシェル・ラロンド自身がこの詩を朗読した。ロベール・シャルルボワ、イヴォン・デシャン、ガストン・ミロンといったアーティストたちが参加したこのスペクタクルは、FLQ（ケベック自由戦線）の活動によって投獄されたピエール・ヴァリエールとシャルル・ガニョンの訴訟事件の支援のために企画されたものだった。「スピーク・ホワイト」は、ジャーナリストのピエール・ヴァリエールの著作『アメリカの白い黒人たち』の支援を目的としていた。ヴァリエールはこの著作ゆえに訴追され、警察に逮捕されたのだった。
1970年3月27日、国立カナダ映画公社（OＮＦ）の映画のために、ジャン＝クロード・ラブレク (Jean-Claude Labrecque)は、《詩の夕べ》のときの朗読映像を記録した。というのも1968年にはこの詩は政治的なスペクタクルのなかで発表されたため、その朗読の撮影が禁じられていたからである。この映像収録にあたっては、ONFのアーカイブとするためにミシェル・ラロンドに朗読が依頼された。
この詩はすぐにケベック主権獲得運動の象徴となり、『社会主義  (Socialisme)』誌に掲載された。その数年後には、この詩はエクサゴヌ社から出版されたラロンドの詩集のタイトルとなった。「私たちは無学で、たどたどしい話し方しかできません。« (...) nous sommes un peuple inculte et bègue » 」という一節は、1838年に出版されたデュラムの「ケベック人は歴史も文学も持たない民族だ」という一節を踏まえたものである。
1989年にイタリア系ケベック人、マルコ・ミコーネは「スピーク・ホワット (Speak what)」 を発表した（ＶＬＢ社）。この詩の中で、マルコ・ミコーネは、フランス語住民と英語系住民の関係を、ケベック社会へやってきた新しい非英語系・仏語系移民と彼らに対するケベック人の関係になぞらえている。「いったい何を言っているんだ？　何を言っているのか誰もわからない。サン・タンリから北モントリオールまで、私たちが話すのは沈黙と無力のことば «speak what now / que personne ne vous comprend / ni à St-Henri ni à Montréal-Nord / nous y parlons la langue du silence / et de l'impuissance»」。ミコーネは旧ケベック人と新ケベック人からなる豊かな混成社会を呼びかけている。「何を言っているんだ？　生産と利潤と利益率。これとは違うことを話してほしい。私たちが共同して持つことになる子供たちのことや、子供たちに残す庭について話して欲しい «speak what / «productions, profits, et pourcentages» / parlez-nous d'autres choses / des enfants que nous aurons ensemble / du jardin que nous leur ferons.»」。
このミコーネの詩は、パルティ・プリ社の元社長だったガエタン・ドスティ (Gaëtan Dostie)に激しく批判された。「はっきり言うと、ミコーネの『スピーク・ホワット』に、侮蔑、いや嘲弄を読み取らない人間がいることには、あきれ返るしかない。このテクストを公の前で読むように作者に頼んでみるがいい。私たちのなかには、それを聞いて怒り狂う人間がいるはずだ。マルコ・ミコーネが自分の作品として発表したこの作品は、実際のところ彼自身の詩とは言えない代物だ。これは文学上の修正主義者による剽窃であり、粗探しだ。ミコーネはこのテクストで行っているのは、現代ケベック詩の基盤となる詩のひとつを変質させ、改悪し、その価値を貶め、否定することに他ならない」。抗議の意思表明として、ミシェル・ラロンドは、マルコ・ミコーネのこの作品を出版した出版社と契約を打ち切った。
2008年3月15日、ミシェル・ラロンドはこの詩の40周年を《詩の二週間》の開幕で祝った。アアンスティック文化会館で、その栄誉をたたえるイベントが行われることになっている。2009年9月12日、「スピーク・ホワイト」は、《ことばの水車》で、ミュジオン (Muzion)の女性ラッパー、J. Kyllによって朗唱された。またラロンドのこのテクストは、ロベール・ルパージュの『887』のなかで用いられている。『887』では一人の俳優がこの有名な詩を暗記できないで苦しんでいる。

### 映画
1980年に、ピエール・ファラルドー(Pierre Falardeau) とジュリアン・プラン (Julien Poulin) が、ONFのために6分の短編映画を製作した。詩の朗読は、マリ・エケル (Marie Eykel)が行い、音楽はジュリアン・プランが担当した。フォト・ショックのモンタージュによる映像作品になっている。
もう一本、別の短編映画が、ジャン＝クロード・ラブレクによって製作されている。これは5分間で、1970年3月27日の《詩の夕べ》の様子を撮影したものだ。朗読はミシェル・ラロンドが行っている。この2本の短編映画は1984年に11分の映画として統合された。